# Gephyromantis eiselti
A Gephyromantis eiselti   a kétéltűek (Amphibia) osztályába és  a békák (Anura) rendjébe aranybékafélék (Mantellidae) családjába tartozó faj. 

## Előfordulása
Madagaszkár endemikus faja. A sziget délkeleti részén, Ranomafana és Midongy du sud Nemzeti Park közötti hegyekben, 700–1050 m-es tengerszint feletti magasságban honos.

## Nevének eredete
Nevét Josef Eiselt osztrák zoológus tiszteletére kapta.

## Megjelenése
Kis méretű Gephyromantis faj. A hímek testhossza 20–23 mm. Háta nagyjából egységesen világosbarna. Ajkán váltakozó, sárga és barna keresztirányú csíkok láthatók. Hasi oldalán sötét pettyek figyelhetők meg. Bőre több-kevésbé sima. Hallószerve jól kivehető, átmérője legalább 2/3-a a szeme átmérőjének. Úszóhártyái fejletlenek. A hímek hanghólyagja nem felfújt állapotban kettős hanghólyagnak tűnik a torkán található laterális bőrredő miatt, de felfújva hanghólyagja egyértelműen egyszeres.

## Természetvédelmi helyzete
A vörös lista a veszélyeztetett fajok között tartja nyilván. Megtalálható az Andasibe-Mantadia Nemzeti Parkban és az Analamazaotra Speciális Rezervátumban.